# (3027) Shavarsh
(3027) Shavarsh (1978 PQ2; 1952 SA1; 1974 VV) ist ein ungefähr 13 Kilometer großer Asteroid des mittleren Hauptgürtels, der am 20. August 1982 vom russischen (damals: Sowjetunion) Astronomen Nikolai Stepanowitsch Tschernych am Krim-Observatorium (Zweigstelle Nautschnyj) auf der Halbinsel Krim (IAU-Code 095) entdeckt wurde. Er gehört zur Misa-Familie, einer Gruppe von Asteroiden, die nach (569) Misa benannt ist.

## Benennung
(3027) Shavarsh wurde nach dem sowjetisch-armenischen Flossenschwimmer und Lebensretter Scharwasch Karapetjan (* 1953) benannt. Bekannt wurde er unter anderem, als er über 20 Personen bei einem Unfall des Oberleitungsbusses Jerewan aus dem Jerewan-See rettete.